# Reprezentacja Iranu w futsalu mężczyzn
Reprezentacja Iranu w futsalu – zespół futsalowy, biorący udział w imieniu Iranu w meczach i sportowych imprezach międzynarodowych, powoływany przez selekcjonera, w którym mogą występować wyłącznie zawodnicy posiadający obywatelstwo irańskie. Za jego funkcjonowanie odpowiedzialny jest تیم ملی ایران. Reprezentacja Iranu jest najbardziej utytułowaną reprezentacją w Azji.

## Udział w mistrzostwach świata
- 1992 – 4. miejsce
- 1996 – 1. runda
- 2000 – 1. runda
- 2004 – 1. runda
- 2008 – 2. runda
- 2012 – 1/8 finału
- 2016 – III miejsce

## Udział w mistrzostwach Azji
- 1999 – Mistrzostwo
- 2000 – Mistrzostwo
- 2001 – Mistrzostwo
- 2002 – Mistrzostwo
- 2003 – Mistrzostwo
- 2004 – Mistrzostwo
- 2005 – Mistrzostwo
- 2006 – 3. miejsce
- 2007 – Mistrzostwo
- 2008 – Mistrzostwo
- 2010 – Mistrzostwo
- 2012 – 3. miejsce
- 2014 – 2. miejsce

## Udział w Pucharze Konfederacji
- 2009 – Mistrzostwo